# La mummia (film 1959)
La mummia (The Mummy) è un film del 1959 diretto da Terence Fisher.
Prodotto dalla Hammer e distribuito dalla Universal Pictures. Pur riportando lo stesso titolo dell'omonimo film in bianco e nero diretto da Karl Freund nel 1932, non ne è né il remake né il seguito. Inoltre, per i personaggi coinvolti e le varie situazioni che si vengono a creare, è più accostabile al ciclo degli anni '40 che vede come protagonista la mummia avente lo stesso nome: Kharis.

## Trama
Egitto, fine Ottocento: una spedizione archeologica scopre il sepolcro della principessa Ananka. Quando uno degli studiosi entra nella tomba è completamente ignaro della presenza di una seconda mummia. Infatti, oltre a quella della principessa, vi è quella del sacerdote Kharis che in vita aveva amato Ananka, la quale avendo contratto una terribile malattia, morì in giovane età.
Kharis non poteva rassegnarsi a perdere il suo amore e, sfidando le leggi degli dei, tentò un atto sacrilego. Il rituale scritto sul papiro della vita poteva ridare forza ed energia vitale alla principessa. Kharis fu scoperto e condannato ad essere mummificato vivo e a vegliare in eterno sul sonno della sua principessa.
L'archeologo Banning, entrato per primo nella tomba, trova per caso il papiro della vita e comincia a leggerlo ad alta voce. Kharis si risveglia dal lungo sonno e ora con l'aiuto del dio Karnak e di un misterioso egiziano potrà vendicare il sacrilegio.
Tre anni dopo, in Inghilterra, i membri della spedizione vengono uccisi uno alla volta dalla mummia vivente; l'unico a salvarsi sarà John Banning, che grazie alla somiglianza di sua moglie Isabel con la principessa Ananka, riuscirà a distogliere Kharis dai suoi propositi omicidi e a renderlo vulnerabile, per poi ucciderlo.

## Seguiti
Il tema della mummia tornerà in altri tre film della Hammer non direttamente legati a questa pellicola del 1959 o tra loro. I tre film sono:
- Il mistero della mummia (The Curse of the Mummy's Tomb) (1964)
- Il sudario della mummia (The Mummy's Shroud) (1967)
- Exorcismus - Cleo, la dea dell'amore (Blood From the Mummy's Tomb) (1971)